# Sogno di una notte di mezza estate (film 1999)
Sogno di una notte di mezza estate (A Midsummer Night's Dream) è un film del 1999 diretto da Michael Hoffman, adattamento cinematografico dell'omonima commedia teatrale di William Shakespeare.

## Trama
1890. Il film narra di tre storie (due amorose e una comica) che s'intrecciano in un bosco fatato. Nel Monte Atena, in Italia, i giovani amanti Lisandro ed Ermia scappano nella foresta per evitare i severi ordini del padre di Ermia secondo cui quest'ultima deve essere fidanzata con Demetrio, un altro giovanotto innamorato di lei. Demetrio li segue, essendo stato messo al corrente del piano da Elena, una giovane donna disperatamente innamorata di lui. Una volta nella foresta i giovani vagano nel mondo fatato, governato da Re Oberon e Regina Titania, le due divinità locali.
A questo punto Oberon ed il suo folletto-servo di nome Puck, causano una serie di equivoci armeggiando con la magia: per mezzo di un fiore magico, sia Lisandro che Demetrio vengono fatti innamorare erroneamente di Elena, giungendo ad uno scontro tra gli innamorati che culmina con una scena in cui tutti e quattro lottano nel fango. Nel mentre Oberon ammalia Titania con la stessa pozione, portandola ad innamorarsi di un tessitore e attore dilettante locale, Nico Chiappa, che si trovava nella foresta per provare con la sua compagnia teatrale, e il quale è stato fornito di orecchie d'asino da Puck. Titania corteggia Chiappa nel suo salottino privato, servita dalle fate.
Oberon però si stanca di tutto questo caos e decide di riportare ogni cosa alla normalità, accoppiando Lisandro con Ermia e Demetrio con Elena, e riconciliandosi con la sua regina Titania. Nella parte finale, Chiappa e la sua compagnia mettono in scena la loro opera dilettantistica, basata sulla tragedia di Piramo e Tisbe, producendo involontariamente una commedia.

## Colonna sonora
La colonna sonora comprende Sogno di una notte di mezza estate, eseguita dalla Deutsches Symphonie Orchester Berlin e diretta da Vladimir Ashkenazy.

## Distribuzione
Negli Stati Uniti è uscito nelle sale cinematografiche il 14 maggio 1999. In Italia, invece, è uscito l'8 ottobre.

## Luoghi di ripresa
Il film è stato girato completamente in Italia, in particolare:
- il paese di Monte Atena è Sutri, cittadina laziale;
- la Villa di Teseo è la Casetta del Piacere, costruzione appartenente al complesso di Palazzo Farnese a Caprarola (in provincia di Viterbo);
- in alcune scene nel bosco si scorgono le opere del Parco dei Mostri di Bomarzo (ancora in provincia di Viterbo);
- alcune scene sono state girate a Montepulciano, in provincia di Siena;
- il resto è stato girato negli studi di Cinecittà.

## Riconoscimenti
- 2000 - Hollywood Makeup Artist and Hair Stylist Guild Awards
  - Nomination Miglior trucco a Ronnie Specter
- 1999 - Shanghai International Film Festival
  - Miglior tecnologia